# Kruševo (Sjeverna Makedonija)
Kruševo (makedonski: Крушево, vlaški: Crushuva) je gradić u središnjem dijelu Sjeverne Makedoniji, južno od Skoplja. 
Kruševo ima 5507 stanovnika, smješteno je na nadmorskoj visini od čak 1350 m, sjedište je istoimene Općine Kruševo, koja ima oko 9684 stanovnika (po popisu iz 2002.).

## Povijest
Kruševo se prvi put je spominje u turskom defteru za 1467./1468., kada je dan kao posjed, zajedno s Prilepom i još 31 sela spahiji Husein-Begu. Grad je narastao brojem stanovnika i ekonomski ojačao dolaskom brojnih izbjeglica Vlaha iz Moskopolja i Gramosa u XVIII st. Kruševljani su postali poznati fresko slikari (zoografi) i drvorezbari crkvenog inventara, rade po cijelom Balkanu.
Ali rade i u svom gradu, najstariji sakralni objekt u gradu je crkva sv. Nikola (1832.), koja je djelomično izgorjela za vrijeme Ilindenskog ustanka. Uz ovu, Kruševljani podižu i  Crkvu Marijina Uzačašća (1867.), te crkvu Svetog Trojstva, pored grada na lokalitetu Trstenik podižu manastirsku crkvu Sveti Spas 1836. godine.
Na početku XX st. Kruševo postaje sjedište nekadašnje Kruševske republike za Ilindenskog ustanka 1903. U to vrijeme je u Kruševu živjelo oko 4000 Vlaha i oni su predstavljali dvije trećine stanovništva. Za Kruševske republike uspostavljena je multinacionalna vlada, trojica ministara bili Vlasi, kao i lokalni vojni lider Pitu Guli (1845. – 1903.), koji je poginuo braneći republiku, i time postao sjevernomakedonski narodni junak. U Sjevernoj Makedoniji se i danas na Kruševsku republiku gleda kao na uspješan model etničke suradnje. 

## Znamenitosti
Gradić je sam po sebi mali muzej, tradicionalne arhitekture 18. i 19. st.
U gradu se nalazi spomenik Makedonium ( posvećen Ilindenskom ustanku), kao i Muzej
posvećen Kruševskoj republici i Ilindenskom ustanku.
2011. godine otvorena je i Memorijalna kuća Todor Proeski s eksponatima imovine pokojnog pjevača.

## Vanjske poveznice
- Gradić Kruševo